# Jakubowice (województwo lubelskie)
Jakubowice – wieś w Polsce położona w województwie lubelskim, w powiecie kraśnickim, w gminie Annopol.
Wieś szlachecka  położona była w drugiej połowie XVI wieku w powiecie urzędowskim województwa lubelskiego. W latach 1975–1998 miejscowość administracyjnie należała do województwa tarnobrzeskiego.
Wieś stanowi sołectwo gminy Annopol. Według Narodowego Spisu Powszechnego (III 2011 r.) wieś liczyła  134 mieszkańców.

## Historia
Wieś wspomniana przez Długosza jako własność szlachecka. W latach 1470–1480 graniczy z Opoką (Długosz L.B. I 389).
W roku 1529 dziesięcinę snopową płacą tu plebanowi w Świeciechowie. Księga poborów z roku 1531 odnotowała pobór z części Rachowskiego w wymiarze ½ łana z części północnej łącznie z Rachowem z 3 łanów.